# 吉田屋源八
吉田屋 源八（よしだや げんぱち、生没年不詳）とは、江戸時代末期の江戸の地本問屋である。

## 来歴
登歳堂または登載堂、吉源と号す。幕末に江戸の田所町茂八店、後に同町彦八地借において地本問屋を営業している。嘉永4年（1851年）に歌川広重の絵本『略画光琳風 立斎百図』を出版している。